# Sibiu Cycling Tour 2014
La Sibiu Cycling Tour 2014, 4a edició de la Sibiu Cycling Tour, es disputà entre el 17 al 20 de juliol de 2014 sobre un recorregut de 500,5 km repartits entre un pròleg inicial i tres etapes, la darrera d'elles dividida en dos sectors, amb inici i final a Sibiu. La cursa formava part del calendari de l'UCI Europa Tour 2014, amb una categoria 2.1.
El vencedor final fou el croat Radoslav Rogina (Adria Mobil), que s'imposà per poc més d'un minut a l'italià Davide Rebellin (CCC Polsat Polkowice) i al seu company d'equip, l'eslovè Primož Roglič, vencedor alhora de la classificació del la muntanya. Rogina també guanyà la classificació dels punts, mentre en la classificació dels joves el vencedor fou l'eslovè Domen Novak (Adria Mobil). L'Adria Mobil fou el vencedor de la classificació per equips.

## Equips
L'organització convidà a prendre part en la cursa a dos equips continentals professionals, disset equips continentals i tres equips nacionals:
equips continentals professionalsGW Erco Shimano, CCC Polsat Polkowice
equips continentalsAdria Mobil, Amplatz-BMC, Christina Watches-Kuma, Differdange-Losch, Frøy-Bianchi, ISD CT, Kolss, LKT Team Brandenburg, MG Kvis-Wilier, Parkhotel Valkenburg, Ringeriks-Kraft, Tusnad, Shimano Racing Team, SP Tableware, Synergy Baku, Utensilnord, Verandas Willems
equips nacionalsRomania, Romania B, Argentina

## Etapes
| Etapa | Data         | Recorregut        |                           | Km       | Vencedor d'etapa           | Líder de la general   | Ref.  |
| ----- | ------------ | ----------------- | ------------------------- | -------- | -------------------------- | --------------------- | ----- |
| Pr.   | 17 de juliol | Sibiu - Sibiu     | contrarellotge individual | 2,3 km   | Olivier Pardini (BEL)      | Olivier Pardini (BEL) | [ 1 ] |
| 1a    | 18 de juliol | Sibiu - Bâleameer | Etapa de muntanya         | 162,5 km | Radoslav Rogina (CRO)      | Radoslav Rogina (CRO) | [ 2 ] |
| 2a    | 19 de juliol | Sibiu - Păltiniș  | Etapa de muntanya         | 160 km   | Branislau Samoilau (BLR)   | Radoslav Rogina (CRO) | [ 3 ] |
| 3a A  | 20 de juliol | Sibiu - Sibiu     | contrarellotge per equips | 17 km    | CCC Polsat Polkowice (POL) | Radoslav Rogina (CRO) | [ 4 ] |
| 3a B  | 20 de juliol | Sibiu - Sibiu     | Etapa de mitja muntanya   | 158,7 km | Marco Zanotti (ITA)        | Radoslav Rogina (CRO) | [ 5 ] |

## Classificació final
|    | Ciclista                   | Equip                  | Temps       |
| -- | -------------------------- | ---------------------- | ----------- |
| 1  | Radoslav Rogina (CRO)      | Adria Mobil            | 12h 58' 26" |
| 2  | Davide Rebellin (ITA)      | CCC Polsat Polkowice   | + 1' 01"    |
| 3  | Primož Roglič (SLO)        | Adria Mobil            | + 1' 07"    |
| 4  | Branislau Samoilau (BLR)   | CCC Polsat Polkowice   | + 2' 09"    |
| 5  | Matteo Busato (ITA)        | MG Kvis-Wilier         | + 2' 12"    |
| 6  | Gianfranco Zilioli (ITA)   | GW Erco Shimano        | + 2' 17"    |
| 7  | Alessio Taliani (ITA)      | GW Erco Shimano        | + 2' 37"    |
| 8  | Michael Olsson (SWE)       | Ringeriks-Kraft        | + 2' 39"    |
| 9  | Jasper Ockeloen (NED)      | Parkhotel Valkenburg   | + 2' 58"    |
| 10 | Marc Christian Garby (DEN) | Christina Watches-Kuma | + 3' 00"    |